# Courcelles-Chaussy
Courcelles-Chaussy és un municipi francès, situat al departament del Mosel·la i a la regió del Gran Est. L'any 2007 tenia 2.954 habitants.

## Demografia

### Població
El 2007 la població de fet de Courcelles-Chaussy era de 2.954 persones. Hi havia 1.017 famílies, de les quals 176 eren unipersonals (66 homes vivint sols i 110 dones vivint soles), 328 parelles sense fills, 445 parelles amb fills i 68 famílies monoparentals amb fills.
La població ha evolucionat segons el següent gràfic:
Habitants censats

### Habitatges
El 2007 hi havia 1.093 habitatges, 1.044 eren l'habitatge principal de la família, 4 eren segones residències i 45 estaven desocupats. 941 eren cases i 146 eren apartaments. Dels 1.044 habitatges principals, 837 estaven ocupats pels seus propietaris, 175 estaven llogats i ocupats pels llogaters i 32 estaven cedits a títol gratuït; 10 tenien una cambra, 39 en tenien dues, 80 en tenien tres, 197 en tenien quatre i 718 en tenien cinc o més. 853 habitatges disposaven pel capbaix d'una plaça de pàrquing. A 395 habitatges hi havia un automòbil i a 568 n'hi havia dos o més.

### Piràmide de població
La piràmide de població per edats i sexe el 2009 era:
| Homes | Edats   | Dones |
| ----- | ------- | ----- |
| 0     | 95 o +  | 8     |
| 1     | 90 a 94 | 4     |
| 6     | 85 a 89 | 6     |
| 6     | 80 a 84 | 17    |
| 33    | 75 a 79 | 22    |
| 31    | 70 a 74 | 38    |
| 46    | 65 a 69 | 53    |
| 60    | 60 a 64 | 61    |
| 55    | 55 a 59 | 52    |
| 115   | 50 a 54 | 103   |
| 112   | 45 a 49 | 117   |
| 101   | 40 a 44 | 116   |
| 94    | 35 a 39 | 69    |
| 72    | 30 a 34 | 88    |
| 64    | 25 a 29 | 75    |
| 82    | 20 a 24 | 48    |
| 96    | 15 a 19 | 113   |
| 96    | 10 a 14 | 76    |
| 80    | 5 a 9   | 75    |
| 62    | 0 a 4   | 75    |

## Economia
El 2007 la població en edat de treballar era de 2.008 persones, 1.459 eren actives i 549 eren inactives. De les 1.459 persones actives 1.348 estaven ocupades (749 homes i 599 dones) i 111 estaven aturades (46 homes i 65 dones). De les 549 persones inactives 158 estaven jubilades, 227 estaven estudiant i 164 estaven classificades com a «altres inactius».

### Ingressos
El 2009 a Courcelles-Chaussy hi havia 1.062 unitats fiscals que integraven 3.000,5 persones, la mediana anual d'ingressos fiscals per persona era de 19.682 €.

### Activitats econòmiques
Dels 115 establiments que hi havia el 2007, 2 eren d'empreses extractives, 2 d'empreses alimentàries, 1 d'una empresa de fabricació d'elements pel transport, 3 d'empreses de fabricació d'altres productes industrials, 16 d'empreses de construcció, 24 d'empreses de comerç i reparació d'automòbils, 4 d'empreses de transport, 7 d'empreses d'hostatgeria i restauració, 4 d'empreses d'informació i comunicació, 4 d'empreses financeres, 4 d'empreses immobiliàries, 17 d'empreses de serveis, 22 d'entitats de l'administració pública i 5 d'empreses classificades com a «altres activitats de serveis».
Dels 30 establiments de servei als particulars que hi havia el 2009, 1 era una oficina d'administració d'Hisenda pública, 1 gendarmeria, 1 oficina de correu, 1 una oficina bancària, 4 tallers de reparació d'automòbils i de material agrícola, 1 autoescola, 6 paletes, 4 guixaires pintors, 1 lampisteria, 2 perruqueries, 1 veterinari, 5 restaurants i 2 salons de bellesa.
Dels 8 establiments comercials que hi havia el 2009, 2 eren supermercats, 2 fleques, 1 una fleca, 1 una peixateria, 1 una botiga d'electrodomèstics i 1 una joieria.
L'any 2000 a Courcelles-Chaussy hi havia 9 explotacions agrícoles que ocupaven un total de 556 hectàrees.

## Equipaments sanitaris i escolars
El 2009 hi havia 1 farmàcia i 1 ambulància.
El 2009 hi havia 1 escola maternal i 2 escoles elementals.

## Poblacions més properes
El següent diagrama mostra les poblacions més properes.